# Йоханнес Керт
Йоханнес Керт (3 грудня 1959, Печори — 4 березня 2021) — естонський політик, генерал-лейтенант. Командувач Збройних сил Естонії (1996—2000). Військовий представник Естонії при НАТО та ЄС (2002—2008). Був депутатом естонського парламенту Рійгікогу, де очолював парламентську групу «Естонія — Україна». Був членом Громадської організації «Вільна Україна».

## Життєпис
Закінчив Тартуський університет за фахом тренер-педагог. Також закінчив Харківське гвардійське вище танкове командне училище. У 1994 році вивчав військову науку в Німеччині, в 1998—1999 роках пройшов курси штабних генералів у Фінляндії, в 1999—2000 роках навчався в США у вищому військовому училищі. 
З 1996 по 2000 роки був командувачем сил оборони Естонії. У 2001 році призначений командувачем Сухопутних військ. Далі служив (2002—2008) у штаб-квартирі НАТО в Брюсселі як військовий представник Естонії при Європейському Союзі та НАТО. З 2008 року генерал-лейтенант у відставці. Працював радником міністра оборони Естонії.
Залишивши військову службу, Йоганнес Керт почав займатися політикою. На парламентських виборах 2015 року він балотувався кандидатом від Партії реформ, до якої приєднався в 2014 році, і зумів отримати місце в окрузі 8. У 2019 році він був переобраний від виборчого округу 3. Був головою парламентської групи «Естонія — Україна».